# نستور غوروسيتو
نستور غوروسيتو (بالإسبانية: Néstor Gorosito)‏ (مواليد 14 مايو 1964) هو لاعب كرة قدم. يلعب مع منتخب الأرجنتين لكرة القدم منذ العام 1989.[بحاجة لمصدر]

## وصلات خارجية
- نستور غوروسيتو على موقع الاتحاد الدولي (مؤرشف)  (الإنجليزية)
- نستور غوروسيتو على موقع رابطة كرة القدم اليابانية للمحترفين (اليابانية)
- نستور غوروسيتو على موقع قاعدة بيانات كرة القدم.إي يو (الإنجليزية)
- نستور غوروسيتو على موقع ناشيونال فوتبول تيمز (الإنجليزية)
- نستور غوروسيتو على موقع Soccerway.com (الإنجليزية)
- نستور غوروسيتو على موقع عالم كرة القدم.نت (الإنجليزية)
- National Football Teams